# Bernhard Conrads

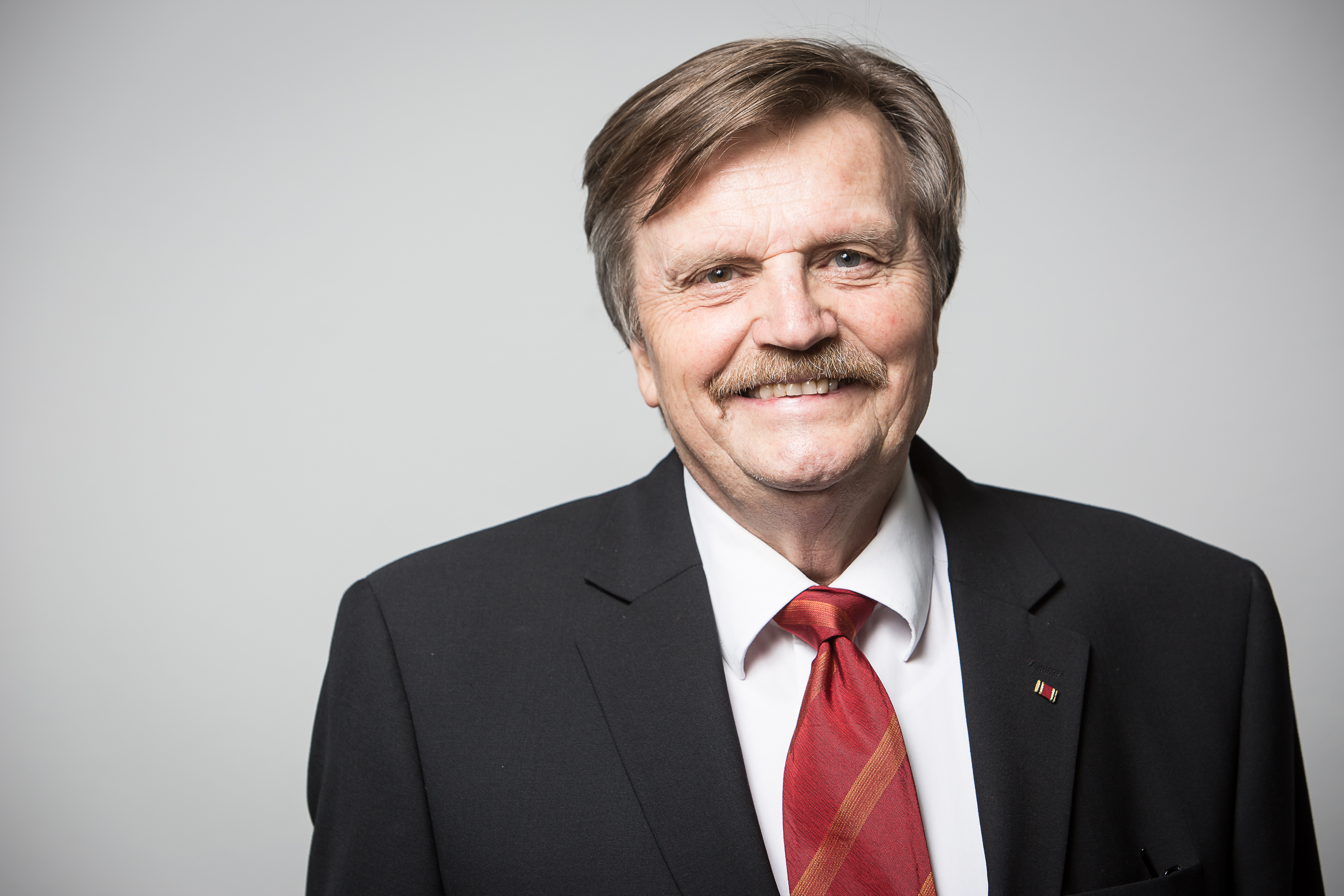
Bernhard Conrads (2014)

Bernhard Conrads (* 12. September 1944 in Bamberg) ist ein deutscher Verbandsfunktionär und  war bis 2009 Bundesgeschäftsführer der Bundesvereinigung Lebenshilfe. Er tritt als Experte zum Thema Inklusion und zur Umsetzung der UN-Konvention für die Rechte von Menschen mit Behinderung auf.

## Werdegang
Conrads begann 1966 ein Studium der Wirtschaftswissenschaften, Fachrichtung Betriebswirtschaftslehre, an der Universität Würzburg, das er 1970 als Diplom-Kaufmann abschloss. Von 1970 bis 1974 war er als Assistent am Institut für Absatzwirtschaft der Universität Würzburg tätig und promovierte dort zum Dr. rer. pol.
1974 begann er seine Tätigkeit als Unternehmensberater bei der Managementpartner GmbH Stuttgart. 1979 wechselte er zur Bundesvereinigung Lebenshilfe.

### Bundesvereinigung Lebenshilfe
Von 1979 bis 1989 war Conrads Leiter des Bereichs Sozio-Marketing. 1989 wurde er Bundesgeschäftsführer der Bundesvereinigung Lebenshilfe. Diese Position hatte er bis zu seiner Pensionierung im Jahr 2009 inne.
Von 1989 war Conrads Chefredakteur der Fachzeitschrift Geistige Behinderung (bis 2001) und der Lebenshilfe-Zeitung (bis 2009).

### Aktion Mensch
Bei der Aktion Mensch war Conrads ehrenamtliches Vorstands- und Kuratoriumsmitglied. Hier war er wesentlich an der Namensänderung von „Aktion Sorgenkind“ in „Aktion Mensch“ beteiligt, der ein gewandeltes Bild von Menschen mit geistiger Behinderung zugrunde lag.

### Special Olympics Deutschland e.V.
Bernhard Conrads war im Jahr 1991 maßgeblich an der Gründung von Special Olympics Deutschland, der Sportorganisation für Menschen mit geistiger Behinderung, beteiligt. Als Bundesgeschäftsführer der Bundesvereinigung Lebenshilfe gehörte er zu den Gründungsmitgliedern. In der Folge begleitete Conrads Special Olympics Deutschland als Beisitzer, bis er 2005 zum Vizepräsident gewählt wurde.
Von 2005 bis zum 2017 gehörte Conrads dem Präsidium von Special Olympics Deutschland an und war von 2011 bis zum November 2017 Erster Vizepräsident von SOD. Laut SOD-Satzung konnte er sich nicht für eine weitere Legislaturperiode zur Wahl stellen. Auf der SOD-Mitgliederversammlung am 25. November 2017 wurde er zum Ehrenmitglied von Special Olympics Deutschland ernannt.
Schwerpunkte seiner Arbeit als Vizepräsident von SOD, Bereich Verbandsentwicklung, waren die Umsetzung der UN-Behindertenrechtskonvention mit dem Ziel der Inklusion von Menschen mit geistiger Behinderung, die Mitglieder- und Strukturentwicklung des Verbandes sowie das Fundraising.
Conrads war Mit-Initiator und Mitglied des Organisationskomitees der 1. Landesspiele von Special Olympics Hessen 2015 in Marburg.
Als Präsident des Organisationskomitees der Special Olympics Willingen 2017, der Nationalen Winterspiele für Menschen mit geistiger Behinderung, war Conrads wesentlich für den Erfolg dieser Veranstaltung mit mehr als 3.000 Teilnehmern verantwortlich.
Im Jahr 2017 initiierte er das Ausstellungs- und Aktionsprojekt „Sport inklusiv: Gewinner sind wir alle!“ von SOD mit dem Deutschen Sport & Olympia Museum in Köln, in dessen Umsetzung er in leitender Position involviert war.

## Persönliches
Bernhard Conrads ist verheiratet mit der Malerin und Lehrbeauftragten am Institut für Grafik und Malerei der Philipps-Universität Marburg, Doris Conrads. Das Ehepaar hat zwei erwachsene Söhne und lebt in Marburg, Hessen.

## Auszeichnungen
- Verdienstkreuz am Bande der Bundesrepublik Deutschland
- 2012: Marburger Leuchtfeuer für Soziale Bürgerrechte